# 핀란드의 대통령
핀란드 공화국 대통령(핀란드어: Suomen tasavallan presidentti 수오멘 타사발란 프레시덴티[*], 스웨덴어: Republiken Finlands president)은 핀란드의 국가원수다. 현직은 2024년 3월 1일 취임한 알렉산데르 스투브다.
대통령은 직접 · 보통 선거와 결선투표로 선출된다. 임기는 6년이며 1994년 이후로 연속 2회까지만 선출될 수 있다. 출생 시 핀란드 시민이어야 한다. 대통령직은 1919년 헌법에 의해 설치됐다. 헌법은 행정권을 핀란드 정부와 대통령에 부여하지만 주요 권한은 정부에 있다. 재임 중 일상적 정쟁과 거리를 두기 위해 소속 정당에서 탈당한다. 공식 의전 서열 1위는 대통령이며 2위는 의회의장, 3위는 총리다.
핀란드는 독립 후 거의 모든 기간 대통령에게 대내외 정책의 많은 권한을 부여하는 이원집정부제였다. 그러나 1991년, 2000년, 2012년 헌법 개정을 통해 대통령 권한을 축소하고 의회제 성격이 강한 체제로 이행했다. 그럼에도 의회에서 한 정당이 확실한 과반을 차지하는 것이 거의 불가능한 상황에서 대통령은 안정성을 제공하는 수단으로 간주된다. 대통령은 여전히 정부와 협력해 외교정책을 이끌며 핀란드 방위군의 총사령관이다.

## 선출
대통령 후보는 직전 의회선거에서 적어도 1석을 획득한 등록 정당이 추천할 수 있다. 또한 20,000명 이상의 유권자가 한 명의 후보를 추천할 수 있다. 한 명의 후보만 등록한 경우 그 후보가 투표 없이 대통령이 된다. 그 밖의 경우 선거년 1월 네 번째 일요일에 1차 투표가 실시된다. 1차 투표에서 과반을 득표한 후보가 없으면 상위 2명의 후보가 2주 후 결선투표를 한다. 득표수가 동률일 경우 추첨으로 당선자를 결정한다. 정부는 선거 결과를 확인하고 필요한 경우 추첨을 시행한다. 당선자는 선거 다음 달 1일에 취임한다. 결선투표 시행 여부에 따라 취임일은 2월 1일 또는 3월 1일이 된다.
핀란드가 대통령 직선제를 시행한 것은 1994년부터다. 1919년부터 1988년까지는 선거인단에 의한 간접 선거로 대통령을 선출했다. 1988년 대선 때는 직접 선거과 간접 선거가 동시에 시행됐다. 직접 선거에서 과반을 얻은 후보가 없는 경우 동시에 선출된 선거인단의 투표로 선출하는 방식이었다.
몇 차례 예외적인 대선이 있었다. 초대 대통령 카를로 유호 스톨베리는 헌법의 과도기 규정과 계엄령 때문에 핀란드 의회에서 선출됐다. 1940년과 1943년에는 계엄령과 계속 전쟁으로 정상적인 선거를 시행할 수 없는 상황이라고 인식돼 1937년 뽑힌 선거인단이 대통령을 선택했다. 1944년에는 리스토 뤼티 대통령이 임기 도중 사임한 후 특별법으로 만네르헤임 전쟁원수를 6년 임기 대통령으로 선출했다. 1946년 만네르하임이 사임하자 1950년까지 남은 임기를 지낼 후임자를 의회가 특별법으로 선택했다. 후임자는 당시 총리였던 유호 쿠스티 파시키비였다. 1973년에는 여러 번 반복 당선된 우르호 케코넨 대통령의 임기를 1978년까지 4년 연장한 적도 있다.

## 취임

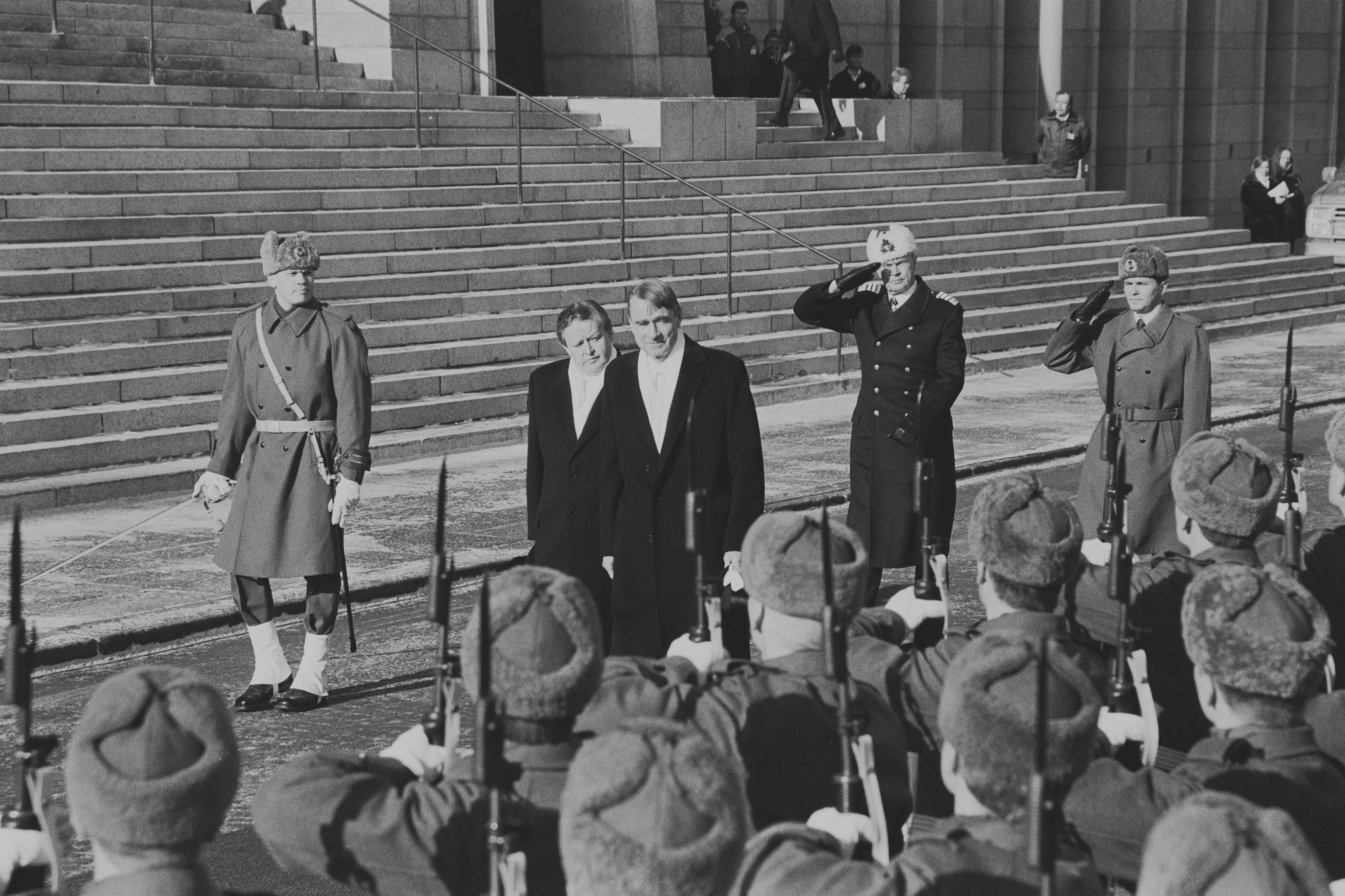
1994년, 신임 대통령 마르티 아티사리(왼쪽에서 두번째)가 퇴임 대통령 코이비스토(가운데)와 함께 의장대를 사열하고 있다.

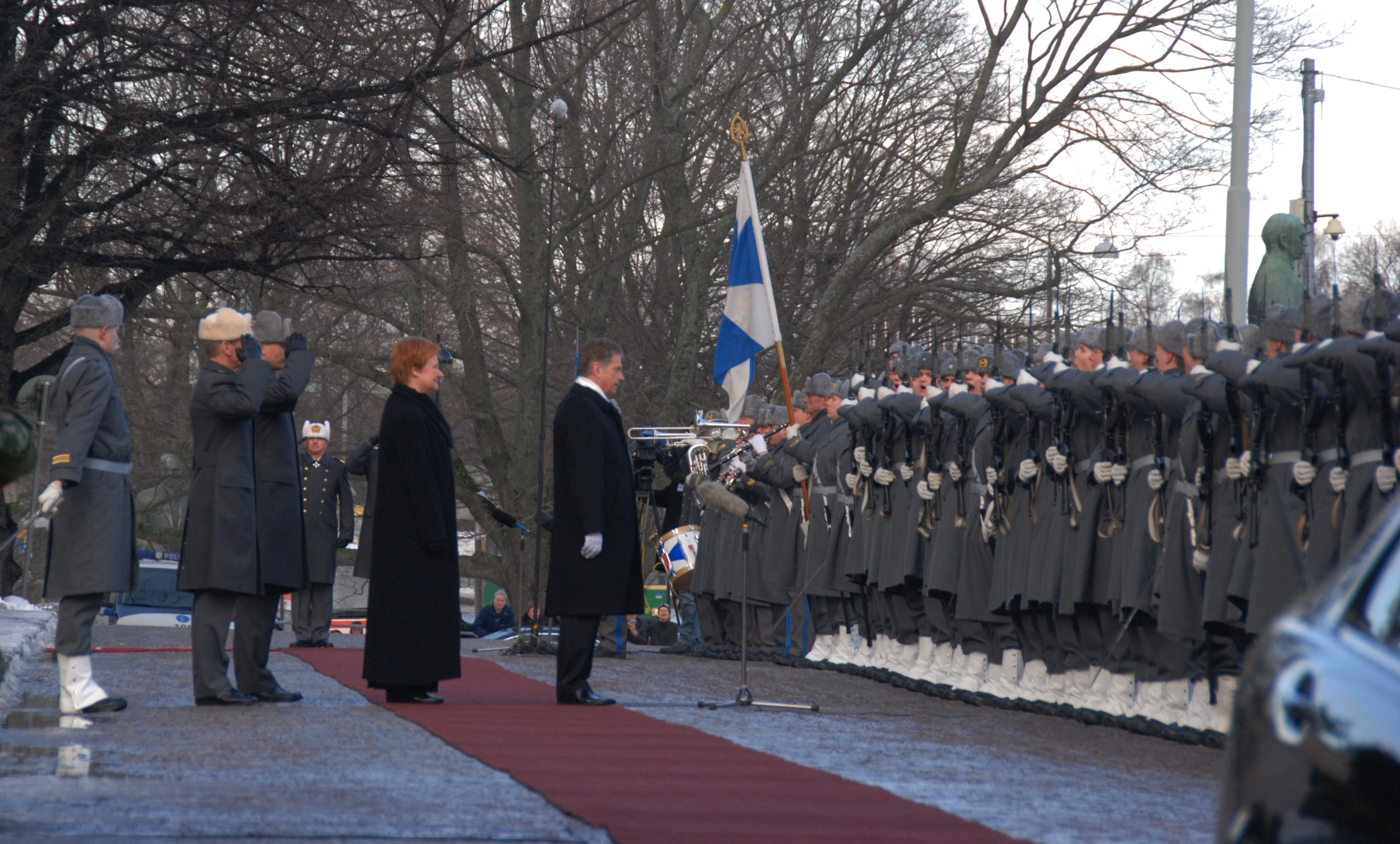
2012년, 신임 대통령 사울리 니니스퇴(오른쪽)와 퇴임 대통령 할로넨(오른쪽에서 두번째)이 군 수뇌들과 의장대를 사열하고 있다.

당선 다음 달 1일 대통령 당선자는 의회의장과 퇴임하는 대통령을 동행하고 핀란드어와 스웨덴어로 선서하며 취임한다. 선서문은 헌법 56조에 규정돼 있으며 내용은 다음과 같다. "핀란드 국민에 의해 공화국 대통령으로 선출된 나 (당선자 이름)은 대통령 직무를 수행함에 있어 성실하고 양심적으로 공화국 헌법과 법률을 준수하고 최선을 다해 핀란드 국민의 복지를 증진할 것을 선서합니다."
대통령 당선자의 임기는 선서와 동시(취임일 12시 20분 정도)에 시작된다. 취임 후 새 대통령은 전임자와 함께 의사당 밖에서 의장대를 사열한다.

## 권한

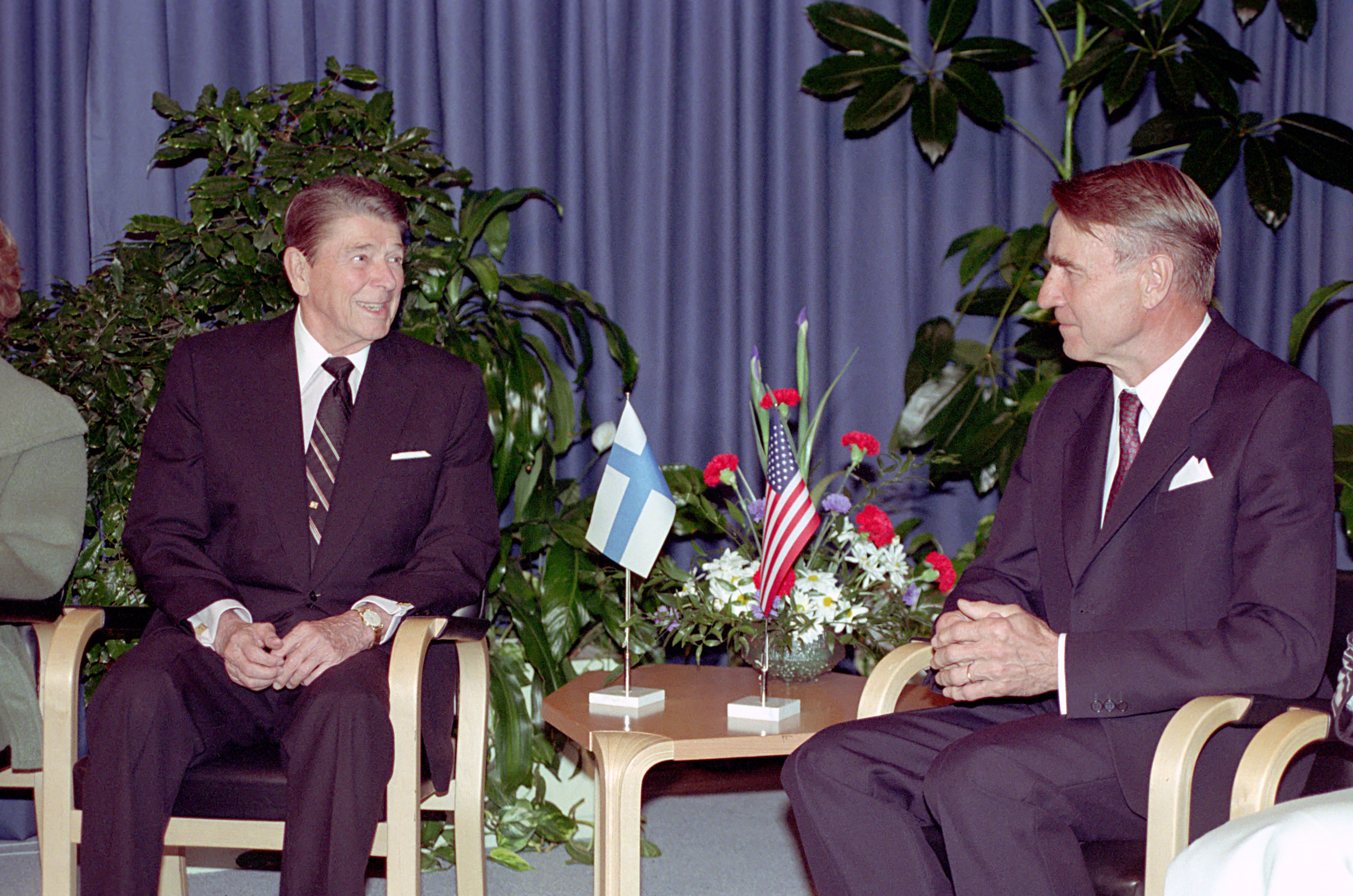
마우노 코이비스토 대통령과 핀란드를 방문한 레이건 대통령

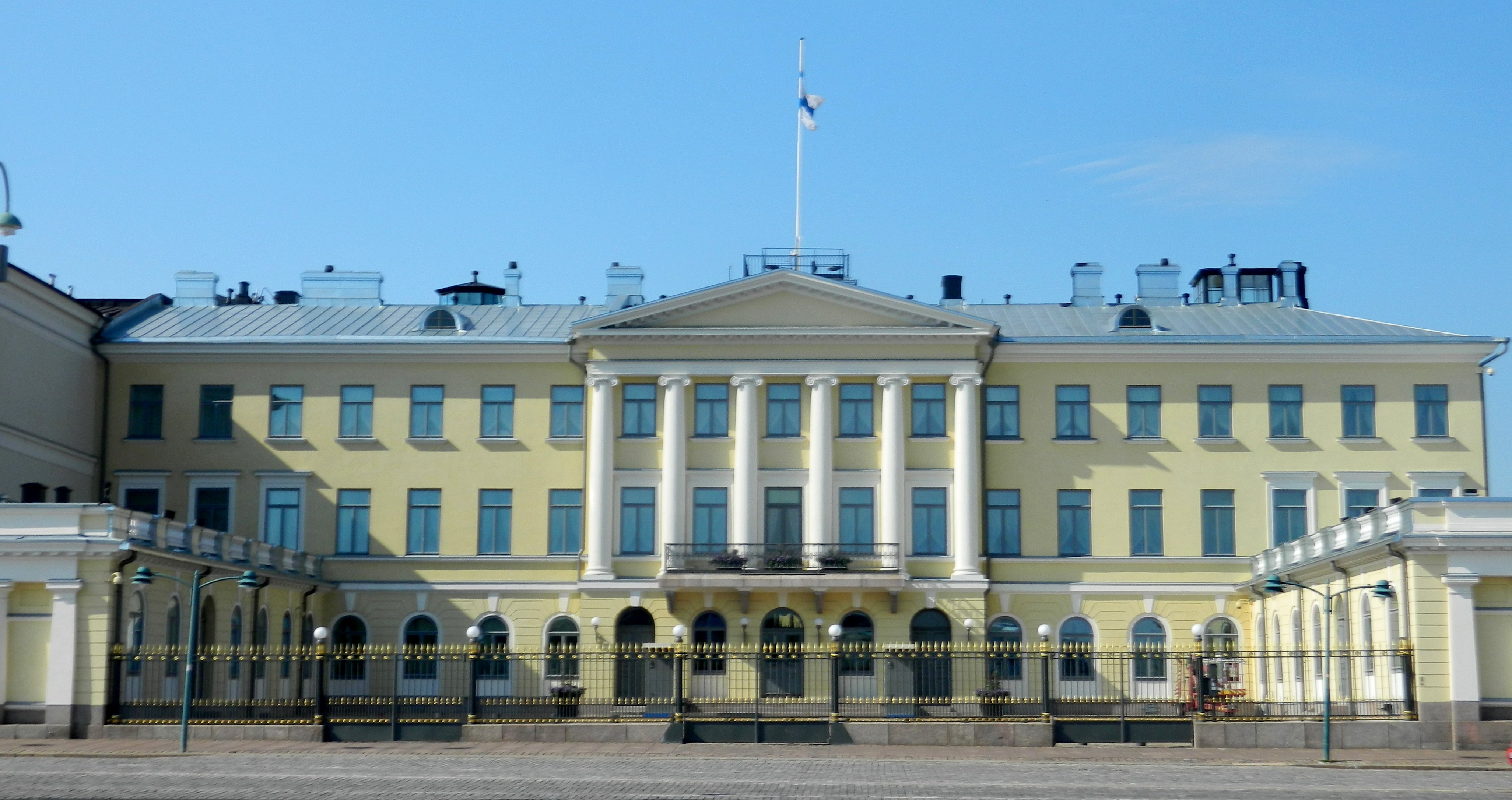
헬싱키 대통령궁

1919년 독립 직후에는 대통령에게 폭넓은 행정권이 부여됐고 특히 외교정책에 큰 권한이 있었다. 1990년대 이후 정부 구성과 의회 해산에 대한 대통령의 권한은 제한됐고 2000년 발효된 포괄적 헌법 개정으로 다시 제한됐다. 현재 총리는 의회에서 선출하고 대통령이 형식적으로 임명한다. 다른 장관들의 임명도 대통령이 하지만 총리의 제안에 따른다. 2012년 개헌을 통해 대통령의 권한은 더욱 제한됐다.

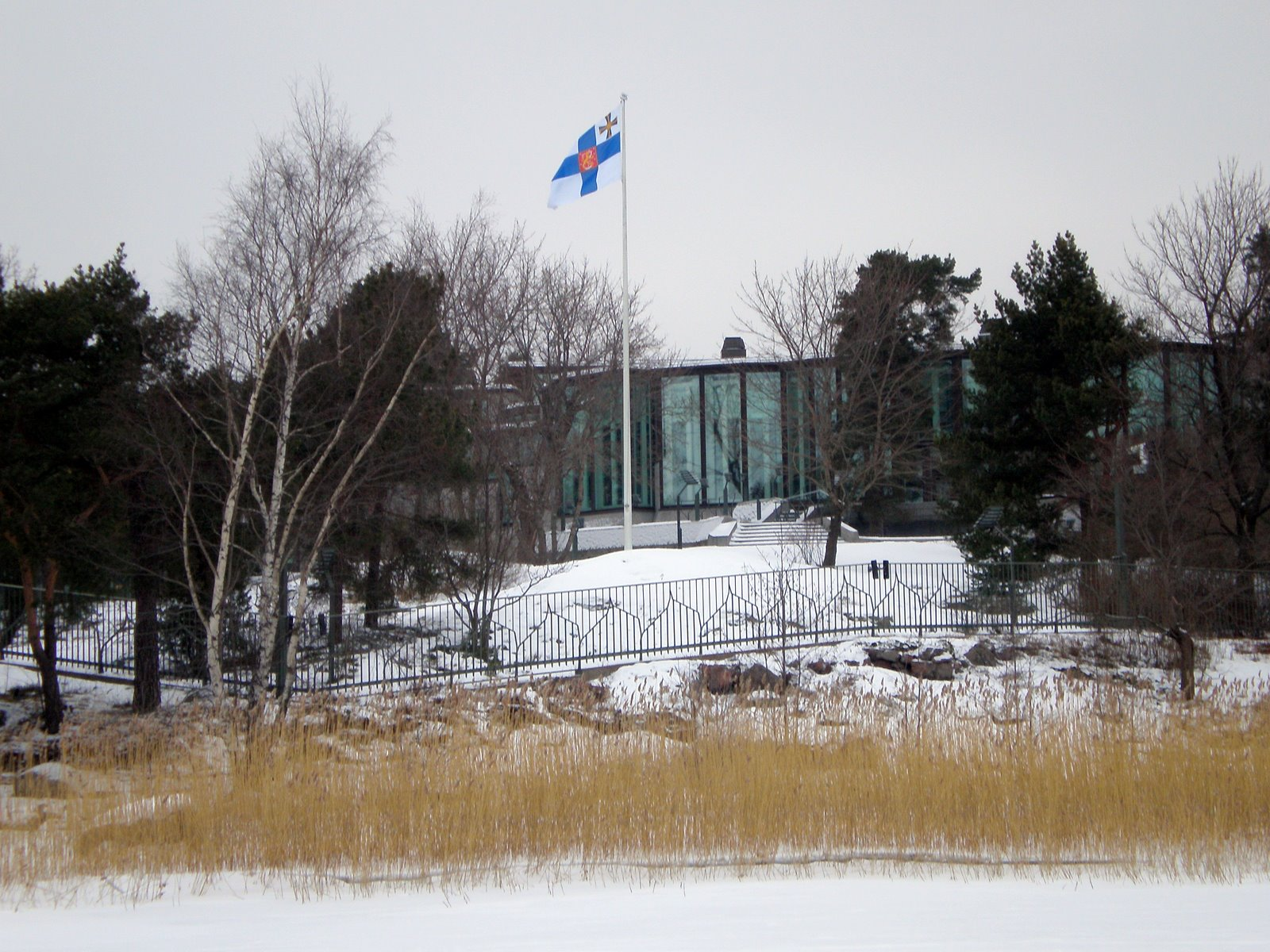
대통령 관저 맨튀니에미

### 외교정책
핀란드 헌법에 따르면 대통령은 정부와 협력해 외교정책을 수행한다. 국내법에 영향을 미치는 조약 및 기타 국제 의무 조항은 의회의 동의를 필요로 한다. 그 밖의 경우엔 대통령의 포고에 의해 실행된다. 전쟁의 개시와 종료는 의회의 동의를 얻어 대통령이 결정한다.

### 입법권
대통령은 입법에 대한 일시적 거부권을 가진다. 헌법에 따라 대통령이 3개월 안에 법안을 승인하지 않으면 의회로 반환된다. 의회가 수정 없이 법안을 재의결하면 대통령의 승인 없이 효력을 가진다. 대통령은 최고법원이나 최고행정법원에 법안에 대한 의견을 구할 수 있다. 타르야 할로넨이 첫 번째 임기에 이 권한을 행사한 적이 있다. 의회는 대통령의 뜻에 따라 새 회기 동안 몇 가지 조항을 수정했다. 이전에는 대통령이 정부안을 의회에 제출했지만 2012년 헌법 개정으로 이 권한은 정부로 넘어갔다.

### 국방정책
대통령은 핀란드군의 총사령관이다. 예외적인 상황에서 이 기능을 다른 핀란드 시민에게 위임할 수 있지만 정부의 제안에 의해서만 가능하다. 과거에는 위기 시에 항상 이 임무가 직업 군인에게 넘어가는 것으로 여겨졌지만 마우노 코이비스토 대통령부터 원칙적으로 모든 상황에서 총사령관으로 남아있게 됐다. 대통령의 군사 지휘를 위한 보호시설도 마련됐다. 대통령은 가장 중요한 국방정책을 결정한다. 예를 들어 군사 방어의 핵심 기반, 군사 방어 준비 상태의 주요 변화 및 군사 방어 실행 원칙을 결정한다. 또한 방위군 사령관을 포함한 모든 장교 및 기타 인사를 결정한다.

### 임명권
과거에 대통령은 폭넓은 임명권을 행사했다. 다른 직위는 물론 주교, 교수, 중앙기관 수장, 주지사까지 임명했다. 현재는 공무원은 특별한 규정이 없으면 보통 정부가 임명하지만 대통령은 여전히 일부 관료에 대한 임명권을 행사한다. 대통령은 대통령실장과 보고관, 사정감독원장과 부원장, 검찰총장과 부총장, 대사와 재외공관장, 사회보험청(Kela)장, 핀란드 은행장과 이사, 핀란드군과 국경경비대 장교, 최고법관과 최고행정법관, 항소법원장과 법관, 법률이 별도로 규정하는 기타 상임판사를 임명할 수 있다. 임명은 대통령실이 아닌 관련 정부 부처에서 준비되고 보고된다.

### 루터교회와의 관계
오랫동안 대통령은 복음루터교회의 선거 결과를 확인하고 주교를 임명했다. 이는 1919년 정부 구성 당시 헌법에 규정됐으나 2000년 개정 헌법에서 삭제됐고 이에 따라 교회법에서도 관련 규정을 삭제했다. 이런 변화는 재임 당시 루터교를 잠시 떠났던 타르야 할로넨 대통령이 2000년 3월 취임하면서 발효됐다. 그러나 할로넨은 1950년대부터 시작된 루터교회의 연례 자선 모금행사에 대통령이 개회 연설을 하는 전통은 이어갔다.

1944~1946년 구스타프 만네르하임 재임 당시 대통령 기

1920~1944년, 1946~1978년 대통령 기

1978년 대통령 기

## 같이 보기
- 핀란드의 총리
- 핀란드의 총리 목록
- 핀란드의 대통령 목록